# Zhongyuansaurus
Zhongyuansaurus („ještěr z oblasti Čung-jüan - angl. Zhongyuan“) byl rod obrněného ankylosauridního dinosaura. Žil v období svrchní křídy na území dnešní provincie Che-nan (východní Čína). 

## Objev a popis
Fosilie tohoto ankylosaurida byly původně považovány za pozůstatky nodosaurida, v roce 2008 ale byly překlasifikovány na ankylosauridní. Kladistická analýza z roku 2011 zase ukázala, že se může jednat o nejbazálnějšího (vývojově nejprimitivnějšího) známého dinosaura z podčeledi Ankylosaurinae (a zároveň o prvního známého zástupce postrádajícího klasickou "ocasní palici"). V roce 2014 publikovala odbornice na ankylosaury Victoria Megan Arbourová svoji dizertaci, ve které dokládá, že tento taxon je nejspíš jen mladším synonymem rodu Gobisaurus, popsaném v roce 2001.

## Rozměry
Tento středně velký ankylosaurid patrně dosahoval délky kolem 4 až 5 metrů a hmotnosti asi 2000 kilogramů. Podle jiných odhadů činila hmotnost tohoto ankylosaurida spíše 1,4 tuny.

## Nový druh
V květnu roku 2025 byl formálně popsán nový druh rodu Zhongyuansaurus, a to Z. junchangi. Fosilie tohoto nového druhu byly objeveny v sedimentech souvrství Chao-ling (angl. Haoling) v rámci pánve Žu-jang (Ruyang) a od typového druhu se zástupci nového druhu liší především unikátními anatomickými adaptacemi v oblasti ocasních obratlů a pancíře a dále dolní čelisti.